# Germania ai Giochi della X Olimpiade
La Germania partecipò ai Giochi della X Olimpiade, svoltisi a Los Angeles, Stati Uniti, dal 30 luglio al 14 agosto 1932, con una delegazione di 143 atleti impegnati in quindici discipline.

## Medagliere

### Per discipline
| Sport              | Oro | Argento | Bronzo | Totale |
| ------------------ | --- | ------- | ------ | ------ |
| Lotta greco-romana | 1   | 2       | 1      | 4      |
| Canottaggio        | 1   | 2       | 0      | 3      |
| Sollevamento pesi  | 1   | 1       | 1      | 3      |
| Pugilato           | 0   | 3       | 0      | 3      |
| Atletica leggera   | 0   | 2       | 3      | 5      |
| Pallanuoto         | 0   | 1       | 0      | 1      |
| Tiro               | 0   | 1       | 0      | 1      |
| Totale             | 3   | 12      | 5      | 20     |

### Medaglie
| Medaglia | Atleta                                                                   | Sport              | Evento                           |
| -------- | ------------------------------------------------------------------------ | ------------------ | -------------------------------- |
| Oro      | Hans Eller Horst Hoeck Walter Meyer Joachim Spremberg Karl Heinz Newmann | Canottaggio        | Quattro con maschile             |
| Oro      | Jakob Brendel                                                            | Lotta greco-romana | Pesi gallo                       |
| Oro      | Rudolf Ismayr                                                            | Sollevamento pesi  | Pesi medi                        |
| Argento  | Helmut Körnig Fritz Hendrix Erich Borchmeyer Arthur Jonath               | Atletica leggera   | Staffetta 4×100 metri maschile   |
| Argento  | Ellen Braumüller                                                         | Atletica leggera   | Lancio del giavellotto femminile |
| Argento  | Herbert Buhtz Gerhard Boetzelen                                          | Canottaggio        | Due di coppia maschile           |
| Argento  | Karl Aletter Ernst Gaber Walter Flinsch Hans Maier                       | Canottaggio        | Quattro senza maschile           |
| Argento  | Wolfgang Ehrl                                                            | Lotta greco-romana | Pesi piuma                       |
| Argento  | Jean Földeak                                                             | Lotta greco-romana | Pesi medi                        |
| Argento  | Germania                                                                 | Pallanuoto         | Torneo Maschile                  |
| Argento  | Hans Ziglarski                                                           | Pugilato           | Pesi gallo                       |
| Argento  | Josef Schleinkofer                                                       | Pugilato           | Pesi piuma                       |
| Argento  | Erich Campe                                                              | Pugilato           | Pesi welter                      |
| Argento  | Hans Wölpert                                                             | Sollevamento pesi  | Pesi piuma                       |
| Argento  | Heinz Hax                                                                | Tiro               | Pistola 25 metri                 |
| Bronzo   | Arthur Jonath                                                            | Atletica leggera   | 100 metri piani maschili         |
| Bronzo   | Wolrad Eberle                                                            | Atletica leggera   | Decathlon                        |
| Bronzo   | Tilly Fleischer                                                          | Atletica leggera   | Lancio del giavellotto femminile |
| Bronzo   | Ede Sperling                                                             | Lotta greco-romana | Pesi leggeri                     |
| Bronzo   | Josef Straßberger                                                        | Sollevamento pesi  | Pesi massimi                     |

## Risultati

### Pallanuoto
| Atleta | Classifica |                     |
| --- | --- | ------------------- |
| V · D · M Nazionale maschile tedesca di pallanuoto · Giochi olimpici - Los Angeles 1932 Benecke · Cordes · Eckstein · Gunst · E. Rademacher · J. Rademacher · Schulze · Schwartz · Pohl · Schumburg · CT : - | Argento |                     |
| Nazionale maschile tedesca di pallanuoto · Giochi olimpici - Los Angeles 1932 | |                     |
| Benecke · Cordes · Eckstein · Gunst · E. Rademacher · J. Rademacher · Schulze · Schwartz · Pohl · Schumburg · CT: -                                                                                          | Benecke · Cordes · Eckstein · Gunst · E. Rademacher · J. Rademacher · Schulze · Schwartz · Pohl · Schumburg · CT: - | Germania (bandiera) |